# ウィリアム・ナイト
ウィリアム・ナイト（William Knight、1979年1月20日 - 2018年7月8日）は、アメリカ合衆国出身のバスケットボール選手、指導者である。ポジションはガード・フォワード。2009年、bjリーグの浜松・東三河フェニックスに入団し、リーグ優勝に貢献した。選手引退後は指導者に転身した。

## 来歴
カリフォルニア大学ロサンゼルス校(UCLA)出身で、埼玉ブロンコスのヘッドコーチを務めたナタリー・ナカセとは同期である。UCLA卒業後、フランスなど欧州を中心にチームを転々とする。
2009年、bjリーグの浜松・東三河フェニックスに入団（背番号33）。bjリーグオールスターゲームに主催者推薦で出場。レギュラーシーズン個人得点ランキングで9位、3ポイントシュート成功率3位、フリースロー成功率7位。チームの初優勝にも貢献する。
2010年オフ、大阪エヴェッサに移籍（背番号3）。10月に月間1試合平均21.5得点をマークして月間MVPを受賞。オールスターゲームにブースター投票による選出で2シーズン連続出場。3Pコンテストにも出場して準優勝。チームのシーズン3位に貢献した後、契約満了で退団。
2011年シーズン途中にJBL2・兵庫ストークスへ移籍した（背番号33）。ナイトはポイントフォワードとして2011-12シーズン1試合平均27.2得点、ブロックショット1.1本で両部門のタイトルを獲得。ベスト5に選出された。
JBL2 2012-13シーズンはチームのJBL2制覇に貢献。2シーズン連続でベスト5に選出された。
2013-14シーズンにチームがNBLに参入した後も継続して契約。
2015-2016シーズンからパスラボ山形ワイヴァンズに移籍し、1試合平均21.1得点をあげる。2016-17シーズンも山形と契約したが、シーズン開幕前の9月23日、ナイトの希望により契約を解除した。
その後はフェニックス・サンズの下部組織ノーザンアリゾナ・サンズのスタッフとなり選手の指導にあたった。未成年に性的虐待などの罪で2018年6月13日に逮捕される。刑が確定すると懲役50年の罪となるが、保釈金10万ドルを支払い、追跡装置を着装された上、仮釈放される。しかし2018年7月8日の早朝、フェニックスの路上で遺体となって発見される。ナイトは発見される直前、YouTubeに遺言とみられるメッセージを投稿していた。

## 記録
| シーズン         | チーム | GP | GS | MPG  | FG%  | 3P%  | FT%  | RPG | APG | SPG | BPG | TO  | PPG  |
| ---------------- | ------ | -- | -- | ---- | ---- | ---- | ---- | --- | --- | --- | --- | --- | ---- |
| bjリーグ 2009-10 | 浜松   | 47 | 29 | 26.2 | .413 | .395 | .795 | 5.4 | 2.0 | 1.3 | 0.3 | 2.1 | 19.6 |
| bjリーグ 2010-11 | 大阪   | 50 | 37 | 25.0 | .457 | .357 | .797 | 7.3 | 2.0 | 1.3 | 0.3 | 2.0 | 17.1 |
| JBL2 2011-12     | 兵庫   |    |    |      |      |      |      |     |     |     |     |     |      |
| JBL2 2012-13     | 兵庫   |    |    |      |      |      |      |     |     |     |     |     |      |
| NBL 2013-14      | 兵庫   | 54 | 53 | 26.6 | .385 | .367 | .843 | 6.8 | 1.1 | 1.4 | 0.3 | 2.7 | 17.6 |
| NBL 2014-15      | 兵庫   | 54 |    | 16.9 | .420 | .284 | .836 | 3.6 | 0.7 | 0.9 | 0.2 | 1.7 | 13.1 |
| NBDL 2015-16     | 山形   | 36 | 9  | 21.9 | .470 | .392 | .847 | 8.9 | 1.2 | 1.1 | 0.6 | 2.7 | 21.1 |